# Народное Ополчение (станция метро, Большая кольцевая линия)
«Наро́дное Ополче́ние», также «Наро́дное ополче́ние» — станция Московского метрополитена на Большой кольцевой линии, расположена в районе Хорошёво-Мнёвники (СЗАО). Открытие для пассажиров состоялось 1 апреля 2021 года в составе участка «Хорошёвская» — «Мнёвники».

## История
Впервые станция метро на месте нынешней станции отображена на схеме развития Метрополитена в 1938 году в 39-м томе Большой советской энциклопедии. Станция нанесена на схему в составе на тот момент нового перспективного Красно-Пресненско-Рогожского радиуса. Он был обозначен от площади Восстания (нынешняя Кудринская площадь) на запад вдоль Звенигородского шоссе через Ваганьково до Серебряного бора (район нынешней улицы Живописной). В то время район нынешнего проспекта Маршала Жукова был дальней и неосвоенной окраиной Москвы, однако в связи с открытием Карамышевского гидроузла вопрос транспортной доступности этой местности возник уже тогда. Однако вскоре началась Великая Отечественная война, которая внесла свои коррективы в развитие города.
Вернулись к данному проекту в 1959 году, Краснопресненский радиус начинался уже от пересадочного узла на «Краснопресненской» прокладка планировалась до станции «Хорошёво» через станцию «Карамышево», которая была запланирована в районе нынешней станции.
В 1965 году трассировка была изменена, теперь радиус начинался от «Киевской» и шёл к улице Живописной через район Шелепихи. Планировалось построить четыре станции: «Тестовский посёлок», «Магистральная», «Мнёвники» (в районе нынешней станции) и «Хорошёво». Но затем Ждановский радиус, вместо планировавшегося соединения с Тимирязевским, объединили с Краснопресненским в Ждановско-Краснопресненский диаметр. В этих условиях Краснопресненский радиус вернули к своему первоначальному пересадочному узлу на «Краснопресненской», а современная трассировка прошла в направлении Тушина, минуя Шелепиху и Хорошёво-Мнёвники.
В 1972 году открывается станция «Полежаевская», состоящая из трёх путей. Третий путь был заделом для ответвления в западном направлении под проспектом Маршала Жукова до Серебряного бора, затем в Строгино и далее за МКАД до Красногорска. Этот вариант так и не был реализован из-за сложного грунта по трассе линии.
В 1985 году появляется идея хордовых линий, а в 1989 разработан проект Митино-Бутовской хорды, которая проходит через нынешнюю станцию, откуда планировалась пересадка на Большое кольцо, уходящее в направлении станции «Октябрьское поле». Впоследствии от хордовых линий отказались, и на этом месте начали планировать сооружение станции Калининской линии.
В 2005 году представлен проект Третьего Пересадочного контура, в составе которого снова появляется станция в этом районе, однако, размещаться она должна была немного в другом месте — под сквером с северо-восточной стороны перекрёстка, перпендикулярно нынешней станции (это связано с тем, что планировалось продолжение линии на север к «Октябрьскому полю»).
В рамках строительства Северо-Западной хорды в 2010 году открывается автомобильная развязка улицы Народного Ополчения, проспекта Маршала Жукова и улицы Мнёвники. Она была спроектирована ООО «Метропроект» с учётом размещения рядом с ней двух станций метро: Большой кольцевой линии вдоль улицы Народного Ополчения и радиальной линии вдоль улицы Мнёвники. При этом вестибюли станций интегрировались с подземными переходами в районе развязки. В дальнейшем эту заготовку не стали использовать. В итоге был выбран вариант со станцией Большой кольцевой линии под проспектом Маршала Жукова, а пересадочная станция Рублёво-Архангельской линии под улицей Мнёвники стала планироваться глубокого заложения для обеспечения возможности строительства пересадки на Большую кольцевую линию без сноса местной застройки. Другая причина подобного решения — нежелание авторов проекта связываться с прокладкой тоннелей двух линий с небольшой разницей глубин под развязкой. Последнее обстоятельство сыграло свою дальнейшую роль — в итоге станцию Рублёво-Архангельской линии разместили под улицей Демьяна Бедного под углом в 90 градусов к станции Большой кольцевой линии, а саму станцию стало возможным сделать мелкого заложения.
Летом 2012 года стало известно, что открыть западный участок линии «Хорошёвская» — «Кунцевская» планировалось в декабре 2015 года. По проекту в составе западного участка должна быть построена станция «Улица Народного Ополчения», которая будет располагаться у пересечения проспекта Маршала Жукова и улицы Демьяна Бедного.
В феврале 2013 года в градостроительной комиссии Москвы был утверждён проект участка Большой кольцевой линии «Хорошёвская» — «Кунцевская», предусматривающий строительство станции метро «Улица Народного Ополчения».

## Название
Первое название перспективной станции было «Карамышево» и подписано на перспективном плане строительства линий Метрополитена Москвы 1953 года. Позднее станция обозначалась на разных схемах в том числе как «Мнёвники» и «Народное ополчение». При строительстве БКЛ станции присвоили название «Улица Народного Ополчения» по одноимённой улице, находящейся неподалёку.
С марта по май 2020 года в проектной документации станция носила название «Мнёвники» (в то время как нынешние «Мнёвники» планировалось переименовать в «Терехово»), но в результате оно так и не было присвоено. В ноябре 2020 года было предложено назвать станцию «Карамышевская», а 8 декабря мэр Москвы Сергей Собянин подписал постановление о присвоении станции данного названия. Это было сделано для удобства навигации, поскольку на улице Народного ополчения уже существует станция метро «Октябрьское поле».
Название «Карамышевская» дано по Карамышевскому рубежу обороны Москвы в 1941 году, который обороняла 3-я Коммунистическая дивизия народного ополчения. В свою очередь Карамышевский рубеж назван по деревне Карамышево, находившейся в этом районе и вошедшей в состав Москвы.
23 марта 2021 года на портале «Активный гражданин» было инициировано голосование по смене названия станции, которое продлилось трое суток. Вечером 26 марта, по окончательным результатам, 55 % участников опроса проголосовало за вариант «Народное Ополчение», а около 36 % — за вариант «Карамышевская». Таким образом, при открытии станции было присвоено название «Народное Ополчение».

## Архитектура и оформление
Колонная трёхпролётная станция мелкого заложения с одной островной платформой. Глубина заложения — 28 метров.
В августе 2018 года Архитектурный совет города Москвы утвердил дизайн-проект станции.
В интерьерах вестибюлей и на путевых стенах платформы станции нанесены рисунки, выполненные УФ-печатью на алюминиевых панелях. Темы рисунков — народные ополчения, организованные для защиты России от иностранных войск в 1612, 1812 и 1941 годах.
Пол платформы выполнен из отечественного гранита «Сибирский» тёмно-серого цвета. Стены облицованы алюминиевыми панелями, а колонны — шлифованной нержавеющей сталью. Часть потолка в пассажирских зонах вестибюлей и платформы отделана горизонтальной алюминиевой рейкой.

## Строительство
Генеральный проектировщик и генеральный подрядчик по строительству станции — АО «Мосинжпроект».
В марте 2017 года объявлен открытый конкурс на строительство участка метро, включающего эту станцию, итоги планировалось подвести в апреле того же года.
В сентябре 2017 года объявлен новый конкурс на строительство участка, включающего эту станцию. Согласно требованиям закупки, победитель конкурса должен будет завершить все строительно-монтажные работы до 31 декабря 2019 года.
В рамках строительства станции проведены расселение и снос 4 жилых домов на проспекте Маршала Жукова.
- 3 сентября 2018 года — Началась проходка левого перегонного тоннеля от станции «Хорошёвская» до станции «Народное Ополчение». Длина перегона составит 1873 метра. Проходку планируется завершить к концу лета 2019 года[24].
- 26 октября 2018 года — Началась проходка правого перегонного тоннеля от станции «Хорошёвская» до станции «Народное Ополчение». Длина перегона составит более 1,8 километра. Проходку планируется завершить к концу 2019 года[25].
- 20 мая 2019 года — Завершилась проходка левого тоннеля от станции «Мнёвники» до «Народного Ополчения»[26].
- 2 августа 2020 года — Правый перегонный тоннель метро на участке между станциями «Хорошевская» и «Народное Ополчение» затопило[27] водой, что стало причиной провала грунта и дороги на поверхности. Тоннель был затоплен на 600 метров.
- 6 августа 2020 года — Проходка на перегоне между «Хорошёвской» и «Народным Ополчением» Большой кольцевой линии завершена[28].
- 7 декабря 2020 года — Прорвавшийся в тоннель в августе плывун привёл к необходимости замораживать грунт[29] и стал главной причиной неготовности участка к запуску для пассажиров.
- 4 января 2021 года — Заместитель мэра по вопросам градостроительной политики города Москвы А. Ю. Бочкарёв заявил о том, что предварительно станции «Народное Ополчение» и «Мнёвники» будут открыты в феврале — марте 2021 года[30].
- 18 марта 2021 года — совместный приказ за подписью начальников Метростроя Сергея Жукова и Метрополитена Виктора Козловского об обязательной сдаче объекта не позднее 31 марта[31].
- В ночь с 19 на 20 марта 2021 года — устранение недоделок путём проведения габаритного вагона.
- 20 марта 2021 года — начало обкатки участка составами «Ока» и «Москва».
- 22 марта 2021 года — завершение обкатки, ввод тренировочного графика (передача объекта московскому метрополитену с включением рабочего режима).
- 1 апреля 2021 года — открытие станции в 11:00.

Дом, приготовленный к сносу (перекрёсток проспекта Маршала Жукова и улицы Демьяна Бедного)  — 24 января 2019 года
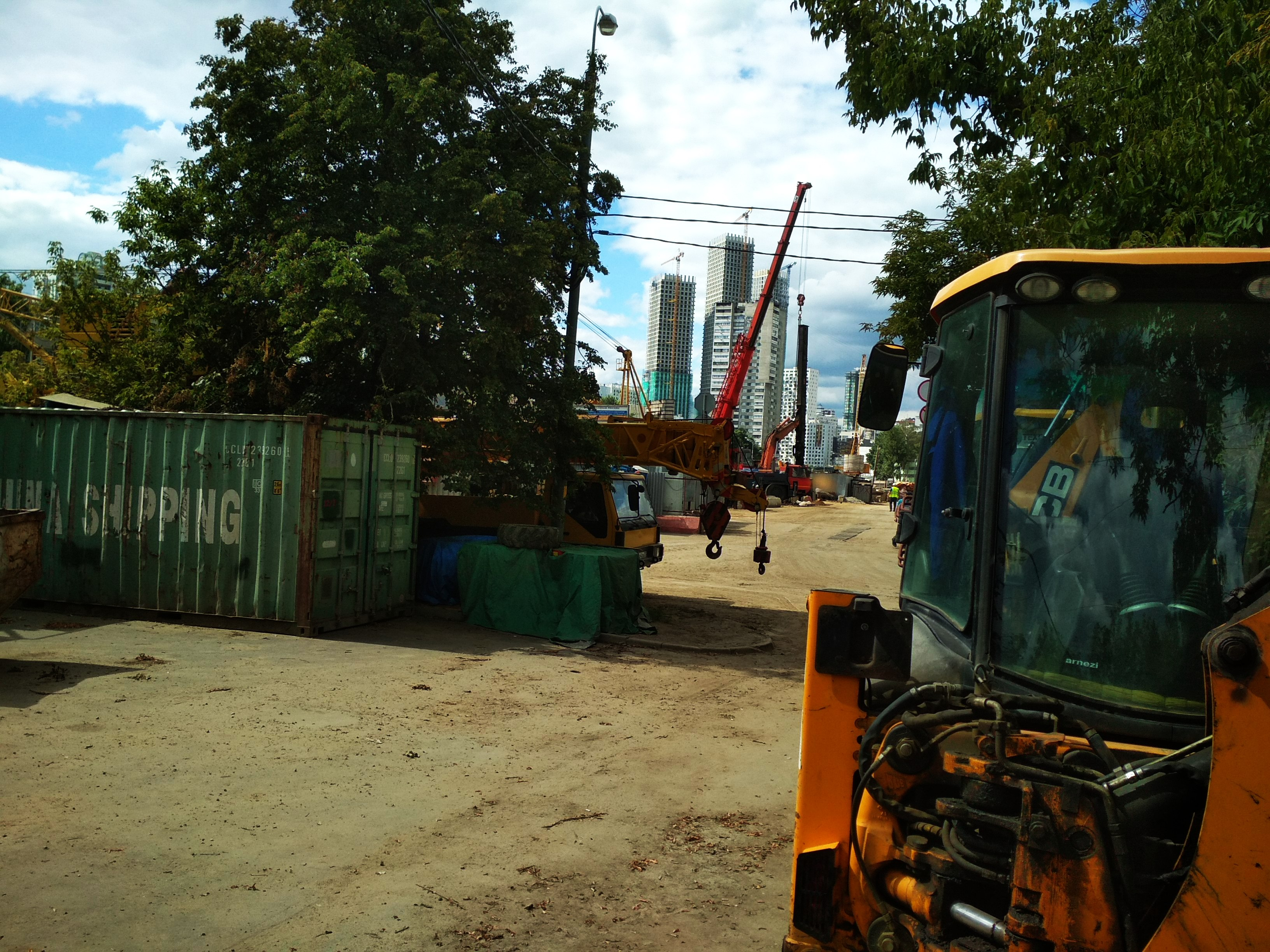
Строительная площадка станции — 7 августа 2020 года
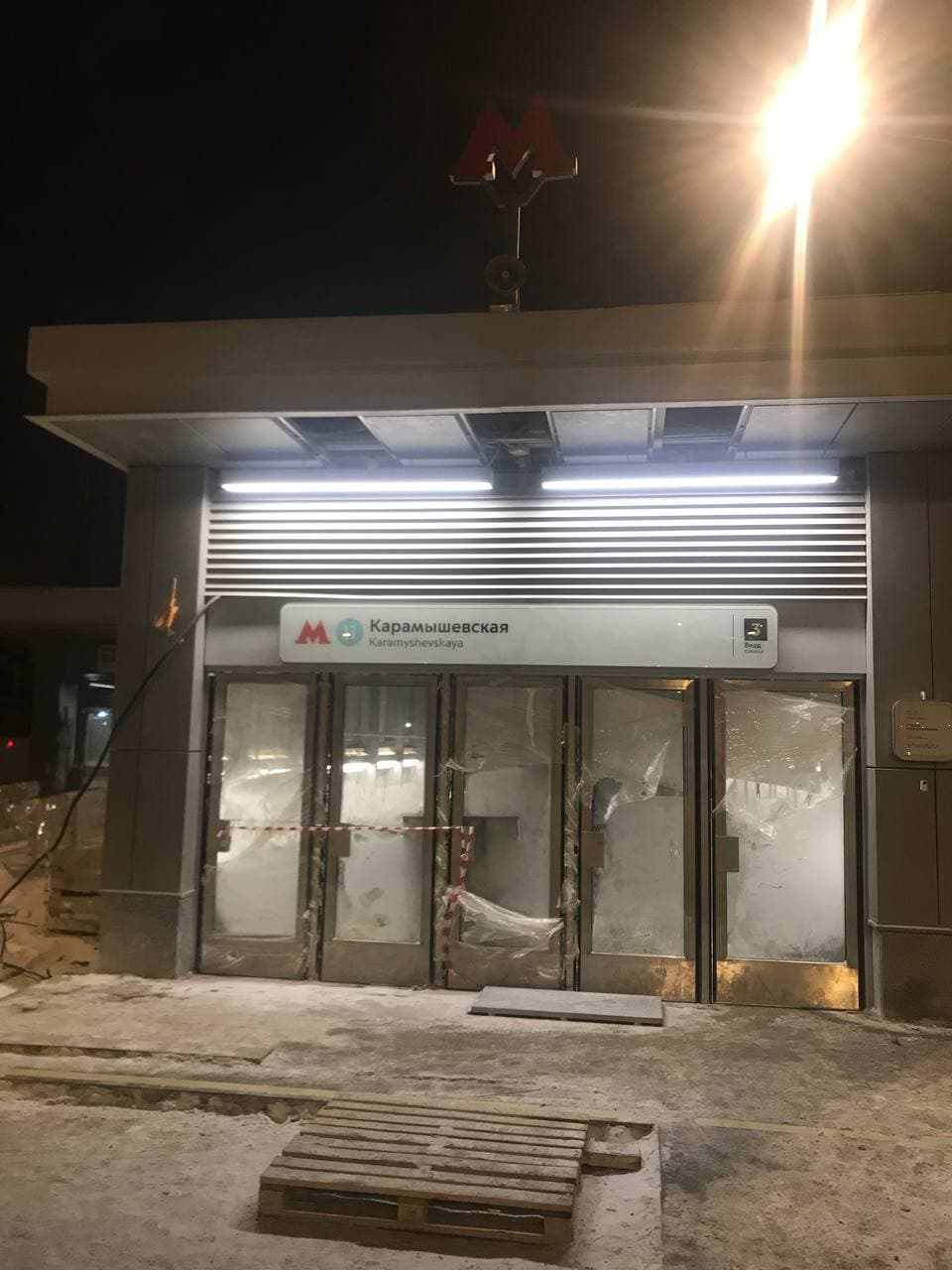
Вестибюль — 7 февраля 2021 года
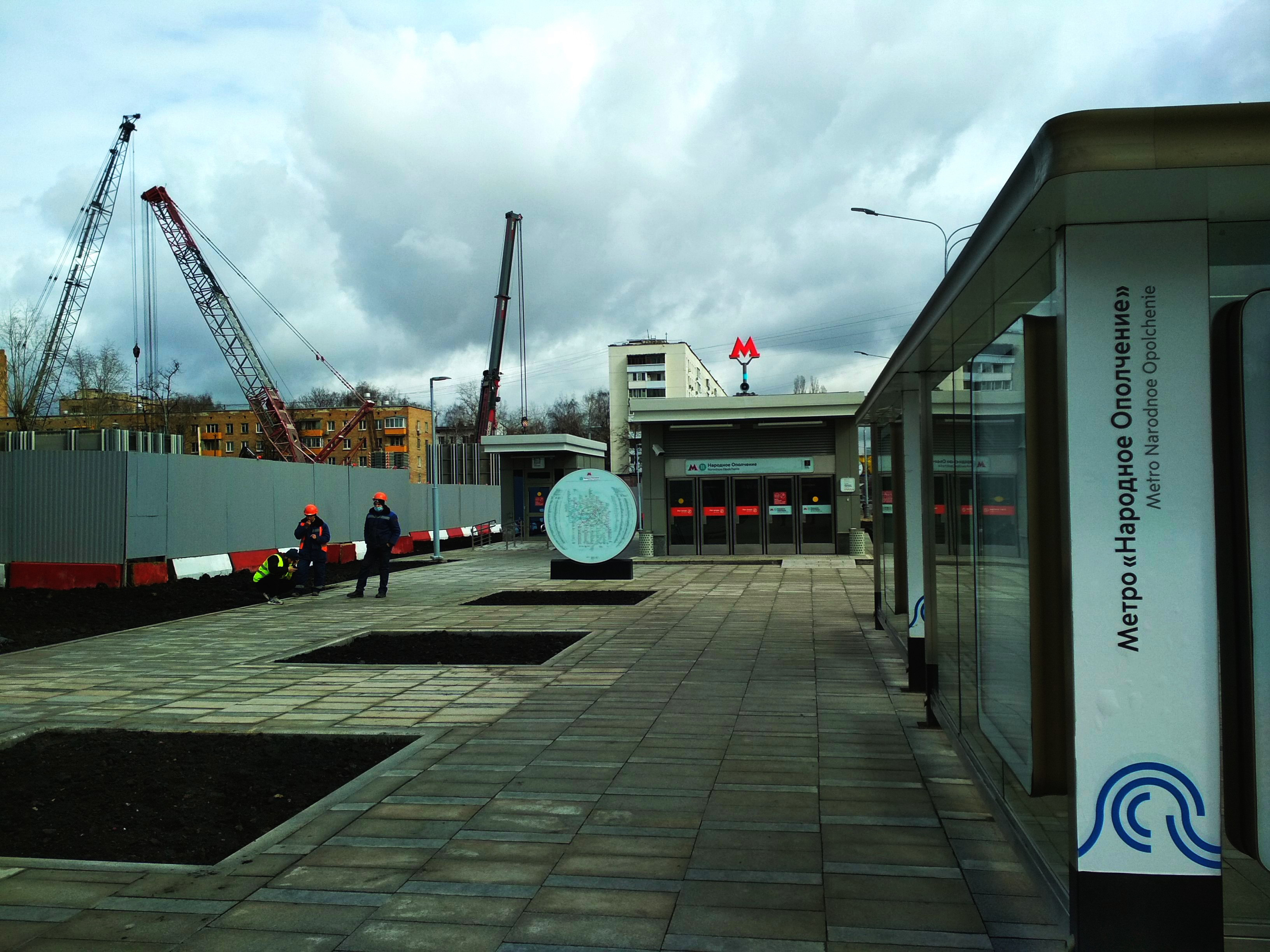
Вход на второй день после открытия — 2 апреля 2021 года
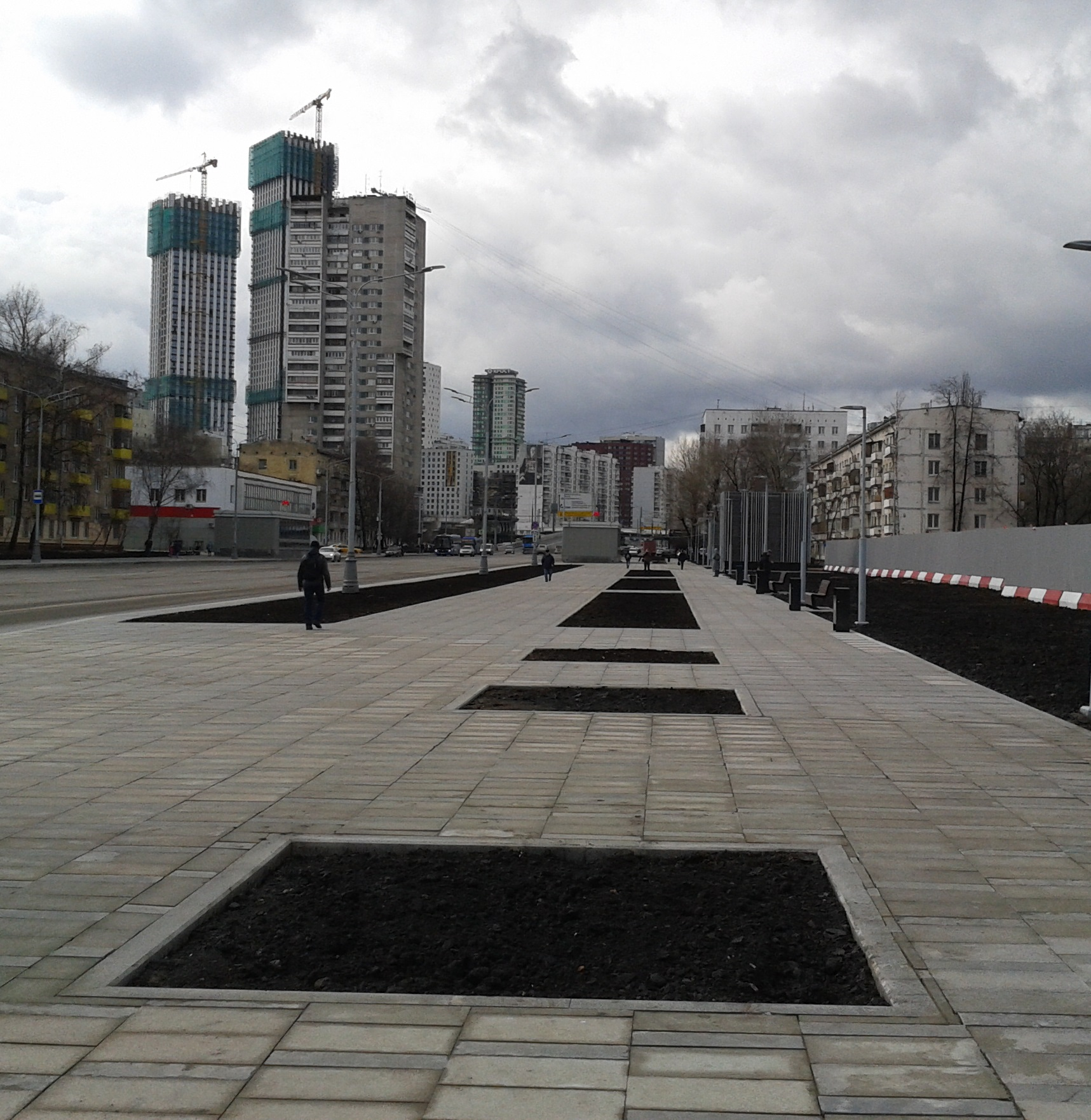
Проспект Маршала Жукова в районе станции — 2 апреля 2021 года
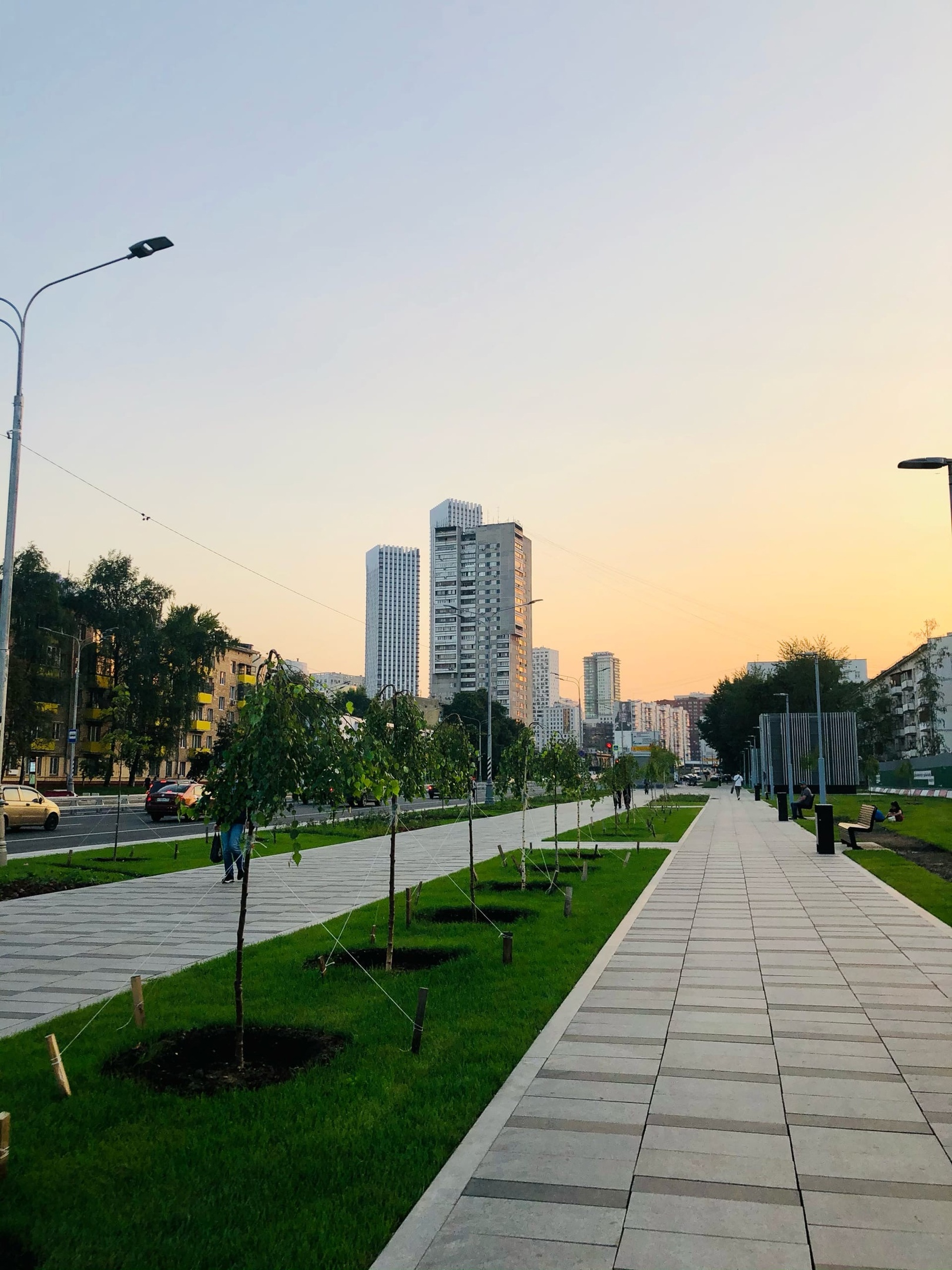
Благоустройство у павильонов станции — 9 августа 2021 года

## Расположение и вестибюли
Станция расположена в районе Хорошёво-Мнёвники, вдоль проспекта Маршала Жукова у пересечения с улицей Демьяна Бедного, и имеет два подземных вестибюля с выходами к проспекту Маршала Жукова, улицам Демьяна Бедного, Народного Ополчения и Мнёвники. Вблизи станции живёт и работает порядка 200 тысяч человек, а ожидаемый пассажиропоток станции на момент запуска составит порядка 29 тысяч человек в час. Также, как ожидалось перед открытием, пуск станции разгрузит соседние улицы на 9 %.
В перспективе станет пересадочной для строящейся станции «Карамышевская» на Рублёво-Архангельской линии.
После открытия станция стала ближайшей к въезду в памятник природы Серебряный Бор. Расстояние до него составляет 2,4 километра.

## Наземный общественный транспорт
На этой станции можно пересесть на следующие маршруты городского пассажирского транспорта:
- Автобусы: м35, 155, 345, 597, 800, т21, т65, т86, н14

## Галерея
| - Станционный зал - Путевая стена. Виден прибывающий поезд типа «Москва» - Эскалаторный наклон - Прибытие поезда на станцию - Платформа - Место отдыха - Название станции на стене |